# Bastien Montès
Pour les articles homonymes, voir Montes.
 (mars 2018).
Bastien Montès, né le 17 décembre 1985 à Pau dans les Pyrénées-Atlantiques, est un skieur de vitesse, également freestyler et freerider.
Le 25 mars 2017, il est sacré Champion du monde de ski de vitesse à Idre (Suède) puis remporte le Globe de Cristal du classement général la même année. Il ajoutera la Triple couronne à son palmarès en s'adjugeant la victoire aux Speed Masters de Vars (France) à plus de 251 km/h .
En 2018 il gagne à nouveau les Speed Masters de Vars (France).

## Biographie
Fils d'un professeur d'EPS et moniteur de ski, et d'une éducatrice sportive et MNS, ce Pyrénéen est sportif depuis sa jeunesse.
Bastien Montès a commencé le sport à l'âge de quatre ans par la gymnastique à la Bigourdane de Tarbes en compagnie de Mathieu Crepel ou Vincent Valery. Mais, retenu en sélection régionale, les journées d'entraînement s'enchaînaient à trop grande vitesse pour ses parents (24 h/semaine à l'âge de 11 ans) et à la suite de quelques blessures notamment au genou, Bastien Montès a dû d'abord diminuer puis enfin arrêter la gymnastique au profit du ski. Il obtiendra tout de même les titres de : 3e des championnats de France FFG par équipe, champion de France FSGT et champion de France UNSS.
Ses parents souhaitant en premier lieu lui faire découvrir le plus d'univers sportifs possibles, Bastien Montès a pratiqué en plus de la gymnastique et du ski : le karaté pendant un an, la danse près de quatre ans, le snowboard deux ans (3e des championnats de France UNSS en freestyle), le rugby (vice-champion de France Universitaire N1 avec Pau) auquel il joue encore de temps en temps pour dépanner le club de chez lui, et le surf qu'il pratique depuis son plus jeune âge, devenu sa seconde passion.
Ses débuts en ski ont commencé à l'âge de cinq ans, sur les pentes de la station de Gavarnie-Gedre. Au début skieur alpin en compétition, il s'est vite tourné vers les disciplines plus « libres » comme le ski de vitesse ou le ski freestyle.
Sa première descente sur une piste de KL, s'est faite à l'âge de six ans, en « ouverture » du challenge Quiksilver de Gavarnie-Gedre. Bastien Montès l'effectue à 48 km/h.
Devenu sa passion, il a pu s'exercer lors des épreuves UNSS de LUz, Gavarnie, etc. et celles du Challenge Quiksilver national (à Vars).
En épreuves Jeunes il remporte quatre titres de champion de France dans les différentes catégories.
Ses débuts sur la scène internationale se sont faits dès 2003 en catégorie Junior, saison au terme de laquelle Bastien Montès remporte son 1er titre de Champion du monde Junior FIS à Salla en Finlande, et empoche le record du monde Junior catégorie descente en franchissant la barre mythique des 200,780 km/h.
Le 2e sacre mondial Junior arrivera en 2005, avec sa victoire sur la piste de Cervinia en Italie.
À la suite de ces années apparaissent les premières difficultés avec l'entrée dans la catégorie senior. L'apprentissage est difficile et début 2007 il se laisse une dernière chance jusqu'en 2008 avant de mettre un terme, ou non, à sa carrière.
Les portes du succès s'ouvrent enfin avec les premières apparitions dans les 10 premiers du classement dès la fin 2007, record personnel à 239,08 km/h, avant de se placer, en 2008, 5e du Pro mondial de France et 4e de la Red Rock Cup (courses professionnelles), 6e d'une étape de Coupe du monde FIS au Canada et d'obtenir le titre de champion de France 2007 FFS toutes catégories.
La consécration vient lors de la dernière épreuve de la saison avec la 3e place du Championnat du monde FIS toutes catégories, à Verbier en Suisse.

### Vie privée et famille
Bastien Montès vit actuellement[Quand ?] à Tarbes dans les Hautes-Pyrénées.
Son petit frère, Jimmy Montès, est actuellement détenteur du record du monde Junior de la catégorie descente à plus de 204 km/h.[réf. nécessaire]

## Palmarès

### Coupe du monde de ski de vitesse
- Meilleur classement général final : 1er en 2017.
- Meilleur classement : 1re victoire à Salla en 2009

### Championnats du monde de ski de vitesse
- Senior :
  -  Champion du monde 2017 (Idrefjall - Suède)
  -  Vice-champion du monde 2013 (Vars - France)
  -  médaillé de bronze du championnat du monde 2011 (Verbier - Suisse)
  -  médaillé de bronze du championnat du monde 2007 (Verbier - Suisse)

- Junior :
  -  Champion du monde 2005 (Cervinia - Italie)
  -  Champion du monde 2003 (Salla - Finlande)

- Par équipe :
  -  Champion du monde par équipe 2017 (Idrefjall - Suède)
  -  Champion du monde par équipe 2013 (Vars - France)
  -  Champion du monde par équipe 2011 (Verbier - Suisse)
  -  vice-champion du monde 2015 par équipe (Grandvalira - Andorre)
  -  vice-champion du monde 2009 par équipe (Vars - France)

### Championnats  de France
- Champion de France en 2007, 2009, 2011, 2012, 2013 et 2017
- Champion de France en 2006, 2018 et 2022

### Records personnels
- Speed One : 251,397 km/h réalisé en 2017 à Vars - France
- Descente : 200,780 km/h réalisé en 2002 (ancien record du monde junior de la catégorie)
- Record de la chute la plus rapide du monde : 243,572 km/h réalisé en 2014 à Vars - France